# 荣将镇
荣将镇是中华人民共和国云南省丽江市华坪县下辖的一个乡镇级行政单位。“荣将”是“赢将”的便写。

## 行政区划
荣将镇下辖以下地区：
荣将社区、膏泽村、和爱村、哲里村、龙头村、宏地村、温泉村、腊石村和红椿箐村。

## 历史
荣将镇古称“十甲村”。
传说清朝道光元年（1821年），一将军在此地打败高氏土司，故名“赢将村”，后讹传为“荣将村”。
民国元年（1912年），这里属于南区。民国20年（1931年），华南镇设立，民国26年（1937年）更名为“膏泽镇”。
1956年，此地属第三区管辖。1958年，“荣将人民公社”建立，1961年更名为“温泉人民公社”，1966年改称“红卫人民公社”。1984年，荣将区建立，下设荣将镇等。1988年撤荣将区设立县辖荣将镇、温泉彝族傈僳族乡，荣将镇包括将镇村、和爱镇村、哲里村、龙头村、宏地村。2018年7月，荣将镇入选农业农村部第八批全国一村一品示范村镇名单。

## 地理
荣将镇位于华坪县中南部。最低海拔1080米，最高海拔2502米。
荣将镇有水库4座。
鲤鱼河、新庄河、哲里河向东流。

## 经济
荣将镇的经济主要依靠农业、渔业和采矿业，粮食作物主要是水稻、玉米、马铃薯、小麦，经济作物主要是芒果、核桃，煤、石灰石是主要矿产资源。

## 人口
2017年，中心镇人口数量是33450人。荣将镇的主要民族是彝族、壮族、傣族、苗族、纳西族。

## 交通
蓉丽高速公路东西方向穿过荣将镇。
353国道向北可以抵达中心镇。